# Carrie Chapman Catt
Carrie Chapman Catt (születési neve: Clinton Lane) (Ripon, Wisconsin, 1859. január 9. – New Rochelle, New York, 1947. március 9.) amerikai női választójogi harcos. Ügyes politikai stratégaként vett részt az amerikai nők választójogi mozgalmában. Új lendületet adott az Amerikai nők nemzeti választójogi egyesületének (NAWSA), megalapította a Női szavazók ligáját, miután 1920. augusztus 18-án ratifikálták az Amerikai Egyesült Államok alkotmányának 19. módosítását, amely szavazati jogot adott az amerikai nőknek.

## Pályafutása
Hétéves volt, amikor családja Charles Citybe, Iowába költözött. 1877-ben fejezte be középiskolai tanulmányait, 1880-ban diplomázott évfolyamelsőként, és egyedüli női hallgatóként az Iowai főiskolán, az Iowa State University elődjén. A tanuláshoz szükséges pénzt mosogatással, tanítással, a főiskola könyvtárában végzett munkával szerezte meg. Azután visszatért Charles Citybe, ahol először törvényszéki írnokként dolgozott, majd Mason Cityben lett tanítónő és igazgató. 1883-ban iskolai felügyelőnek nevezték ki. Akkoriban nagyon kevés nő töltötte be ezt a hivatalt. 1885 februárjában férjhez ment Leo Chapmanhez, a Mason City Republican szerkesztő-kiadójához, aki egy év múlva meghalt hastífuszban, amikor San Franciscóban tartózkodott. Carrie asszony San Franciscóban maradt,  ahol egy újság kiadója foglalkoztatta félmunkaidőben. 

### Választójogi mozgalom
1887-ben visszatért Charles Citybe, és csatlakozott az Iowai nők választójogi egyesületéhez, ahol beszédeket írt, és előadásokat tartott.
1890-ben férjhez ment a rendkívül jómódú George W. Catt mérnökhöz, akit még a főiskoláról ismert, s akivel San Franciscóban találkozott. Házasságkötésük előtt megállapodtak abban, hogy férje engedélyezi távollétét a választójogi munkájával kapcsolatban tavasszal és ősszel, két-két hónapra. Catt támogatta felesége társadalom reformáló tevékenységét. Házasságuk gyermektelen maradt.
Catt asszony 1890-ben küldöttként tagja lett az Amerikai nők nemzeti választójogi egyesületének (NAWSA), és felszólalt az egyesület washingtoni gyűlésén. Ezt követően írásai, beszédei a választójogi harc vezető személyiségévé tették. 1892-ben Susan B. Anthony, a NAWSA elnökasszonya őt bízta meg, hogy tegyen javaslatot a kongresszusban a választójogi törvény módosítására. 1900-ban Anthony asszonyt követte az elnöki tisztségben. Ettől kezdve elsősorban beszédeket tartott, kampányokat tervezett, a nők szervezésével foglalkozott, és ezzel párhuzamosan politikai tapasztalatra is szert tett.
Mivel a Nemzetközi Nőtanács nem támogatta a választójogi harcot, a NAWSA 1902-ben azt a döntést hozta Washingtonban Catt asszony részvételével, hogy szükség van A nők választójogi világszövetségének (International Woman Suffrage Alliance, IWSA), létrehozásáras, amelyet 1904-ben Berlinben alapítottak meg. 32 nemzet nőszervezete csatlakozott hozzá. Catt asszony 1904-ben lemondott a NAWSA elnöki tisztjéről, hogy beteg férjét ápolhassa, aki 1905-ben meghalt. 1905 és 1907 között elveszítette öccsét, édesanyját, Susan B. Anthony is meghalt. A halálesetek mélyen megrendítették, orvosa és barátai tanácsára külföldre utazott. A nők választójogi világszövetsége elnökeként járta a világot nyolc éven keresztül, és a nők választójogáért kampányolt. A nők választójogi világszövetsége 1913-ban Budapesten ülésezett, és a megnyitó beszédet Catt asszony mondta a Zeneakadémián június 15-én.
1915-ben visszatért az Egyesült Államokba, ahol újra a NAWSA élére állt, amelyet szakadás fenyegetett Anna Howard Shaw elnöksége alatt. 
1916-ban a NAWSA Atlantic Cityben ülésezett, ahol Catt asszony bejelentette a „győzelemhez vezető tervet”, a tagállami és szövetségi szintű párhuzamos kampányolást. Energikus vezetésének köszönhetően megszerezték a kongresszus és a szenátus támogatását. 1917-ben New York állam is megadta a választójogot a nőknek, 1918-ban pedig Thomas Woodrow Wilson elnököt is sikerült megnyerni. 1920. augusztus 26-án hivatalosan is az alkotmány része lett a 19. módosítás. 144 évvel az ország függetlenségének elnyerése után végre a nők is megkapták a választójogot.
A győzelem után Catt asszony lemondott az elnöki tisztségről, és megalapította a Női szavazók ligáját, amelynek tiszteletbeli elnöke maradt élete végéig. 1923-ban Nettie Rogers Shulerrel együtt kiadta a Woman Suffrage and Politics: The Inner Story of the Suffrage Movement című könyvet. Catt asszony érdeklődése kiterjedt a világbéke és a gyermekmunka ügyére is. 1920-tól kezdődően foglalkozott a háború okai és orvoslása témával, amely számára 1925-ben nemzeti bizottságot hozott létre. A bizottság elnöke volt 1932-ig, később pedig tiszteletbeli elnöke. Támogatta a Népszövetséget, később pedig az Egyesült Nemzetek Szervezetét. 1947. március 9-én hunyt el szívelégtelenség következtében new rochelle-i otthonában.